# Chandrapur Airport
Chandrapur Airport är en flygplats i Indien.   Den ligger i delstaten Maharashtra, i den centrala delen av landet, 1 000 km söder om huvudstaden New Delhi. Chandrapur Airport ligger 204 meter över havet.
Terrängen runt Chandrapur Airport är mycket platt. Runt Chandrapur Airport är det tätbefolkat, med 383 invånare per kvadratkilometer. Närmaste större samhälle är Chandrapur, 9,0 km sydost om Chandrapur Airport. Omgivningarna runt Chandrapur Airport är en mosaik av jordbruksmark och naturlig växtlighet.